# إبراهيم الكوراني
إبراهيم بن حسن الكوراني الشهرزوري الشهراني الشافعي نزيل المدينة المنورة الشيخ الإمام العالم العلامة خاتم المحققين عمدة المسند بن العارف بالله تعالى صاحب المؤلفات العديدة الصوفي النقشبندي المحقق المدقق الأثري المسند النسبة أبو الوقت برهان الدين ولد في شوال سنة خمس وعشرين والف.

## طلبه للعلم
طلب العم بنفسه ورحل إلى المدينة المنورة وتوطنها وأخذ بها عن جماعة من صدور العلماء كالصفي أحمد بن محمد القشاشي والعارف أبي المواهب أحمد ابن علي الشنأوي وملا محمد شريف بن يوسف الكوراني والاستاذ عبد الكريم بن أبي بكر الحسيني الكوراني وأخذ بدمشق عن الحافظ النجم محمد بن محمد العامري الغزي وبمصر عن أبي العزايم سلطان بن أحمد المزاحي ومحمد بن علاء الدين البابلي والتقى عبد الباقي الحنبلي وغيرهم

## جلوسه للتدريس
اشتهر ذكره وعلا قدره وهرعت إليه الطالبون من البلدان القاصية للأخذ والتلقي عنه ودرس بالمسجد النبوي الشريف.

## مؤلفاته
ألف مؤلفات نافعة عديدة منها:
- تكميل التعريف لكتاب في التصريف
- وحاشية شرح الأندلسية للقصيري
- وشرح العوامل الجرجانية
- والنبراس لكشف الالتباس الواقع في الاساس
- وجواب العتيد لمسئلة أول واجب ومسئلة التقاليد
- وضياء المصباح في شرح بهجة الأرواح

وجواب سؤالات عن قول تقبل الله والمصافحة تقبل الله تعالى والمتمة للمسئلة المهمة وذيلها والقول الجلي في تحقيق قول الإمام زين الدين بن علي وتحقيق التوفيق بين كلامي أهل الكلام وأهل الطريق وقصد السبيل إلى توحيد الحق الوكيل وشرح العقيدة المسماة بالعقيدة الصحيحة والجواب المشكور عن السؤال المنظور وإشراق الشمس بتعريق الكلمات الخمس وبلغة المسير إلى توحيد العلى الكبير وعجالة ذوي الأنتباه بتحقيق اعراب لا إله إلا الله وجوابات الغرأوية عن المسائل الجأوية الجهرية والعجالة فيما كتب محمد بن محمد القلعي سؤاله والقول المبين في مسئلة التكوين وأنباه الانباه على تحقيق اعراب لا إله إلا الله وافاضة العلام بتحقيق مسئلة الكلام والإلماع المحيط بتحقيق الكسب الوسط بين طرفي الافراط والتفريط واتحاف الزكى بشرح التحفة المرسلة إلى النبي ومسالك الابرار إلى أحاديث النبي المختار ومسلك السداد إلى مسئلة خلق أفعال العباد والمسلك الجلي في حكم سطح الولي وحسن الأوبة في حكم ضرب النوبة واتحاف الخلف بتحقيق مذهب السلف وغير ذلك من المؤلفات التي تنوف عن المائة وكان جبلاً من جبال العلم بحراً من بحور العرفان.

## وفاته
توفي يوم الأربعاء بعد العصر ثامن عشري شهر ربيع الثاني سنة إحدى ومائة وألف بمنزلة ظاهر المدينة المنورة ودفن بالبقيع.